# Uzbekistan i olympiska vinterspelen 2014
Uzbekistan deltog med tre deltagare vid de olympiska vinterspelen 2014 i Sotji. Ingen av landets deltagare erövrade någon medalj.

## Alpin skidåkning
- Kseniya Grigoryeva
- Artyom Voronov

## Konståkning
- Misha Ge